# Forău, Bihor
Forău este un sat în comuna Uileacu de Beiuș din județul Bihor, Crișana, România.